# Maxime Chevalier
Maxime Chevalier (1925-2007), fue un folclorista e hispanista francés.

## Biografía
Se doctoró en la Universidad de Burdeos, de cuya universidad fue catedrático desde 1967. En un principio estudió la influencia de Ludovico Ariosto en la literatura española y en los libros de caballerías. Académico correspondiente de la Real Academia Española (1978), doctor honoris causa por la Universidad Internacional Menéndez Pelayo (1993); Premio Nebrija (1998). Su campo preferente de trabajo es la literatura oral tradicional española en el Siglo de Oro, en particular el cuento o chascarrillo, en lo que colabora habitualmente con el folclorista Julio Camarena Laucirica, y también ha estudiado la agudeza conceptista y preparado antologías de poesía erótica española del Siglo de Oro. Editó, de Juan de Timoneda, el Buen aviso y portacuentos y Sobremesa y Alivio de caminantes junto con M.ª Pilar Cuartero (Madrid: Espasa-Calpe, 1989)